# Karesansui
Karesansuiとは、Karesansui Projectからリリースされた仮想機械をWebユーザインタフェース上で管理運用を行うオープンソースソフトウェアである。ここでいう仮想機械とはXen、KVM、QEMUなどの仮想化実装システムを使用してインストールされたゲストOS の事を指す。
KaresansuiはLinux上で動作する。クライアントは各種操作をWebブラウザで行う。仮想機械のホストOS内にこのソフトをインストールすることでゲストOSのCPUやメモリの使用状況などについての詳細情報の表示をグラフで行うとともに、稼働中の仮想マシンの停止や再起動などの管理を行う。

1.1.0版から、新たにKVMをサポートした。
2.0.0版から、新たにホストOSのシステム監視、グラフレポートなどを行えるようになった。
3.0.0版から、ソースコード管理をGitHubに移行し、CentOS 6/Red Hat Enterprise Linux 6など最新のOSに対応した。
なお、本プロジェクトのメンテナは、Kei Funagayama、Taizo Ito、Kazuya Hayashi、Junichi Shinohara、Kazuhiro Ogura、Keisuke Fukawa、Hiroki Takayasu、Katsutoshi Nagaokaであり、デザインはMasayoshi Kagamiである。

## 名称の背景
実際には存在していない環境をあたかもあるかのように見せる仮想化技術を、日本古来の庭園様式である「枯山水」に見立てたのが由来といわれる。

## ソフトウェア構成
ソースコードはPythonで記述されている。
仮想機械の管理は、libvirt と呼ばれる APIを使用することにより、どのような仮想機械でも管理できるように設計されており libvirt 上でのAPIが提供される限りは仮想機械の実装に関係なく対応できる。
ジョブマネージャにはpysilhouette、Webアプリケーションフレームワークはweb.py、テンプレートエンジンにはMako、リモートデスクトップ機能としてTightVNCを使用している。バージョン3.0.0より、Webサーバはlighttpd/nginx/Apacheに対応している。
- その他ライブラリ一覧
  - flup
  - psycopg2
  - jquery
  - jquery.form
  - jquery-tablesort
  - jquery-plugin-autocomplete
  - jCarousel
  - QEMU
  - IPAフォント
  - collectd
  - rrdtool

## 支援企業
- HENNGE 株式会社 (旧社名：株式会社 HDE)
  - 開発リソースやサーバー提供など全面支援を行っている。